# ボスニア・ヘルツェゴビナ上級代表
ボスニア・ヘルツェゴビナ上級代表（ボスニア・ヘルツェゴビナじょうきゅうだいひょう、英語: High Representative for Bosnia and Herzegovina）は、ボスニア・ヘルツェゴビナの官職であり、1995年12月のデイトン合意に基づき和平遂行を民生面で担当するため上級代表事務所（Office of the High Representative、OHR）の長として設置された。

## 概要
上級代表とOHRは、国際連合を通して国際社会を代表する。また、上級代表は2002年から2011年まで欧州連合（EU）の特別代表も兼務していた。
上級代表は立法の拒否権及び政府閣僚の罷免権を保持するため、同国の事実上の最高指導者と見なされることもある。

## 上級代表の一覧
| 代  | 代表                                                               | 代表 | 出身国       | 在任期間                       | 在任期間     | 備考 |
| --- | ------------------------------------------------------------------ | ---- | ------------ | ------------------------------ | ------------ | ---- |
| 001 | カール・ビルト Carl Bildt                                          |      | スウェーデン | 1995年12月14日 - 1997年6月18日 | 1年 + 186日  |      |
| 002 | カルロス・ウェステンドルプ Carlos Westendorp                       |      | スペイン     | 1997年6月18日 - 1999年8月18日  | 2年 + 61日   |      |
| 003 | ヴォルフガング・ペトリシュ Wolfgang Petritsch                      |      | オーストリア | 1999年8月18日 - 2002年5月27日  | 2年 + 282日  |      |
| 004 | パディ・アシュダウン Paddy Ashdown                                 |      | イギリス     | 2002年5月27日 - 2006年1月31日  | 3年 + 249日  |      |
| 005 | クリスティアン・シュヴァルツ・シリング Christian Schwarz-Schilling |      | ドイツ       | 2006年1月31日 - 2007年7月2日   | 1年 + 152日  |      |
| 006 | ミロスラヴ・ライチャーク Miroslav Lajčák                           |      | スロバキア   | 2007年7月2日 - 2009年3月26日   | 1年 + 267日  |      |
| 007 | ヴァレンティン・インツコ Valentin Inzko                            |      | オーストリア | 2009年3月26日 - 2021年7月31日  | 12年 + 127日 |      |
| 008 | クリスティアン・シュミット Christian Schmidt                       |      | ドイツ       | 2021年8月1日 - （現職）        | 3年 + 228日  |      |